# Thomas Sabo
Thomas Sabo GmbH & Co. KG es un fabricante alemán de relojes y de piezas de joyería.

## Historia

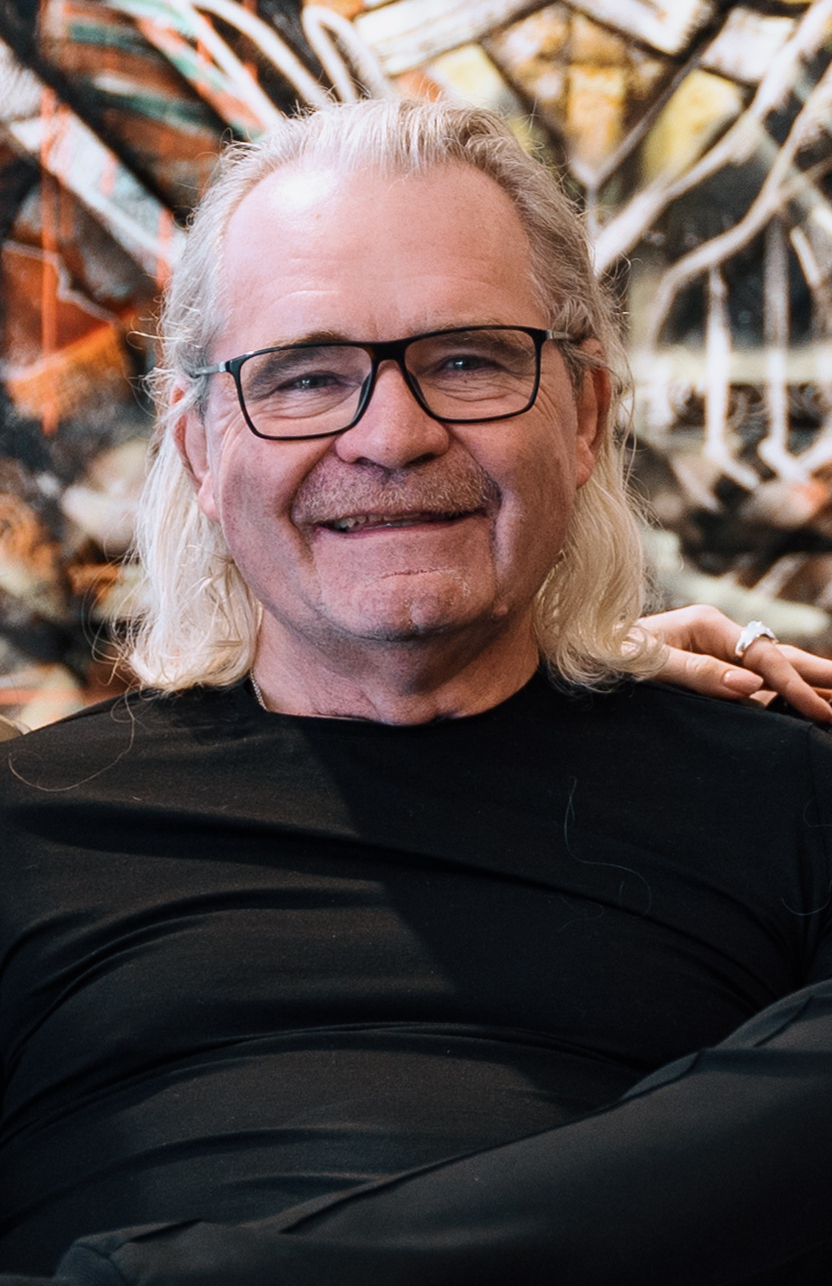
Thomas Sabo

La empresa fue fundada en 1984 en la localidad de Lauf an der Pegnitz, Alemania, por Thomas Sabo.
Thomas Sabo se dedica al diseño, manufactura y la distribución de joyería y relojes.

## Operación
La empresa emplea a unas 500 personas en su sede principal en Lauf a. d. Pegnitz, que alberga, entre otras funciones, la gestión, administración, marketing y ventas para el comercio minorista y para el especializado, así como un taller y servicio de atención al cliente.
A nivel internacional, la empresa cuenta con más de 1800 empleados. La estructura corporativa incluye TS Unternehmens- und Beteiligungs GmbH (gestión de activos e inmobiliaria), así como varias empresas extranjeras.